# Velká kartouza
Velká kartouza, francouzsky Grande Chartreuse, je mateřský klášter kartuziánského řádu. Nachází se tři kilometry severozápadně od vesnice Saint-Pierre-de-Chartreuse ve francouzském departementu Isère. 

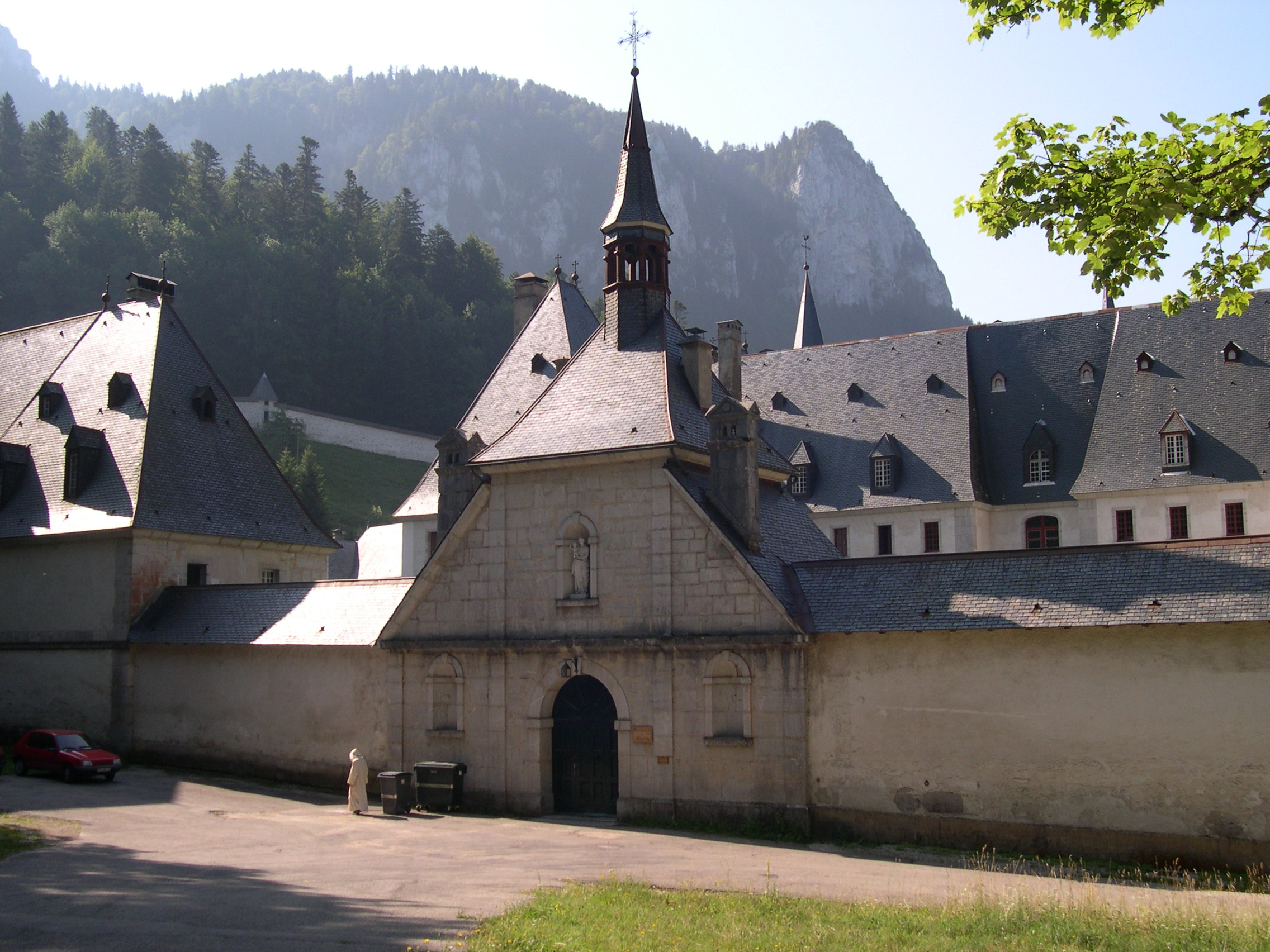
Hlavní brána

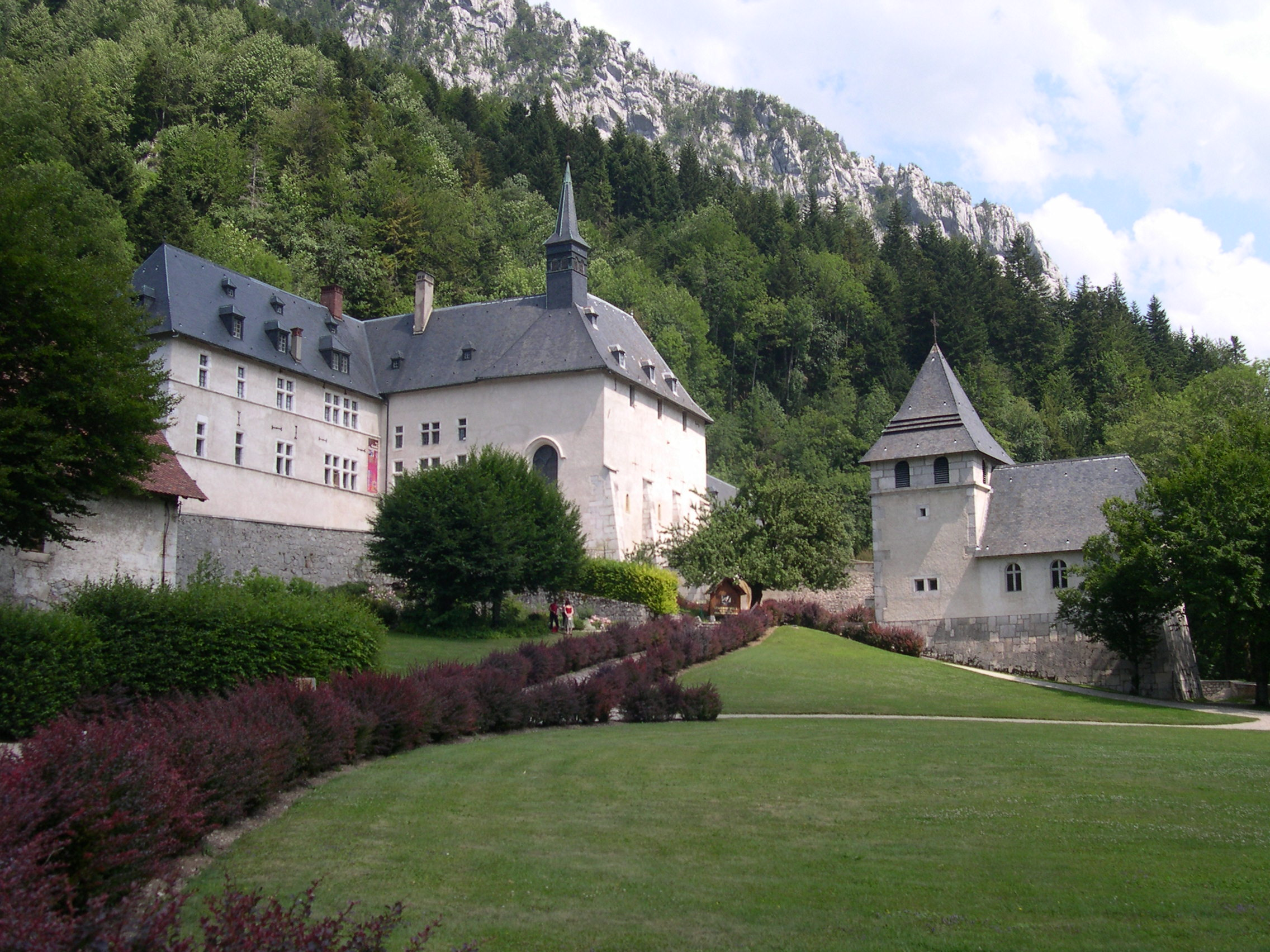
Přilehlá budova zvaná Correrie

## Historie
V roce 1084 Bruno Kolínský (kolem 1030–1101) a šest jeho společníků v pohoří Chartreuse, osamělé hornaté oblasti severně od Grenoblu, vybudovali poustevnu, podporovanou biskupem Hugem z Grenoblu (1053–1132). Skládala se z malých dřevěných domů seskupených kolem křížové chodby a kamenného kostela. Tato první kartouza  se již nazývala La Grande Chartreuse, Velká kartouza. 

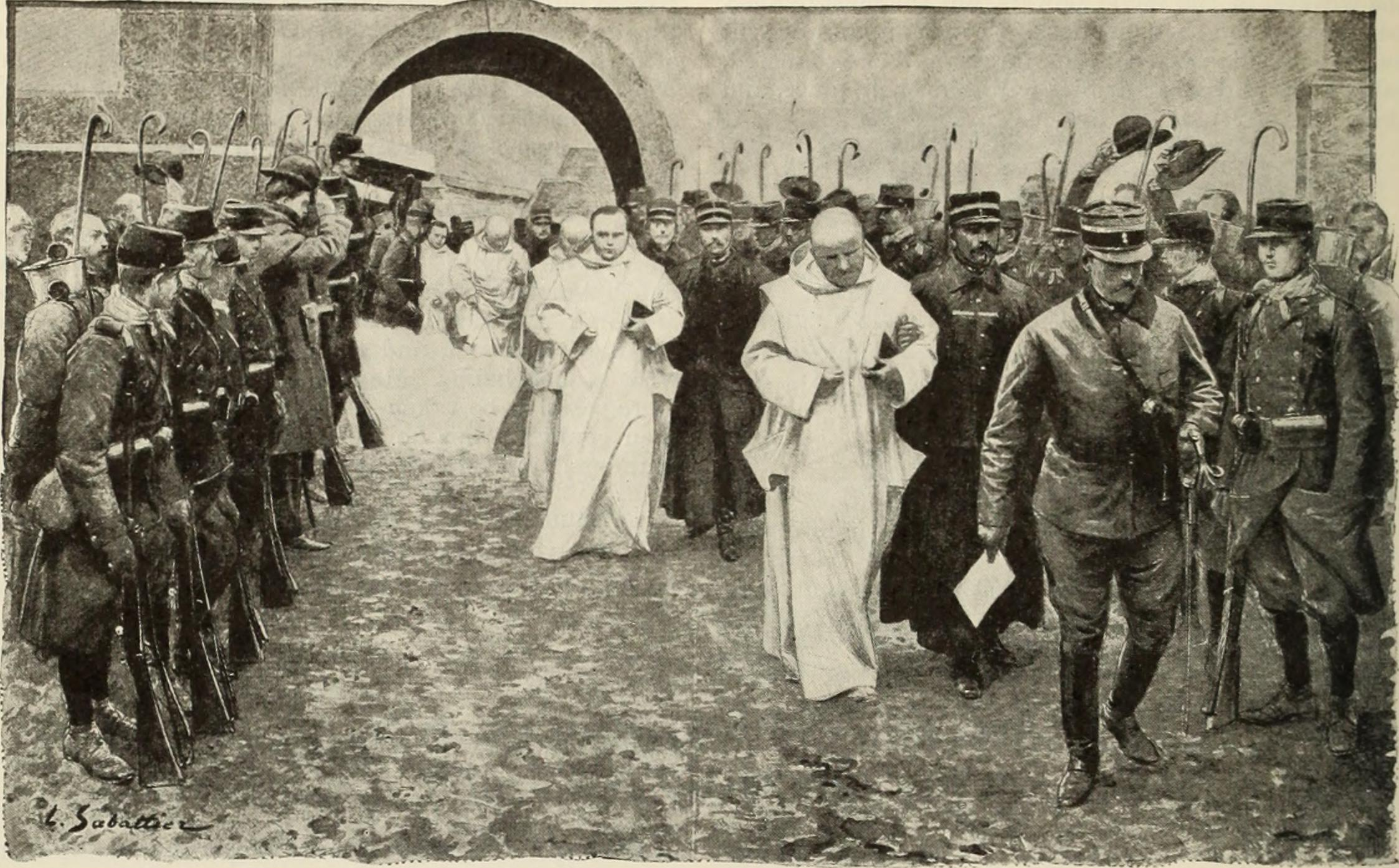
Mniši jsou v dubnu 1903 vyváděni z kláštera

V roce 1132 byla Velká kartouza zničena lavinou kamení a znovu postavena asi dva kilometry jižně od původního umístění. Během svých dějin pak byla Velká kartouza celkem osmkrát zničena požárem a vždy poté obnovena. 
Dnešní Velká kartouza pochází většinou ze 17. století,  jednotlivé prvky jsou dochovány ještě ze 14. a 15. století.  Další kartouzy se zakládaly po Evropě, první již v roce 1091 sv. Brunem v Kalábrii. Tato kartouza, dnes klášter Santo Stefano del Bosco, je jednou ze tří stávajících kartouz v Itálii. 
Když byla Velká kartouza francouzským státem v roce 1903 uzavřena a kartuziáni byli vyhnáni z Francie, byli přijati v  kartuziánském klášteře Farneta v Itálii a v Kartouze sv. Huga v Anglii. Mniši se vrátili až roku 1940.

## Současnost
Dnes je Velká kartouza mateřským klášterem 23 kartuziánských klášterů, které existují po celém světě. 
Kvůli povolání kartuziánů k osamělému životu se do Velké kartouzy neumožňuje přístup veřejnosti. Navštívit lze jen muzeum umístěné mimo konvent v přilehlé budově Correrie. 
V roce 2005 byl ve Velké kartouze natočen film Philipa Gröninga Velké ticho, ve kterém klášter poprvé umožnil filmové kameře pohled do každodenního života mnichů. 
Likér Chartreuse vyráběný mnichy tohoto kláštera se vyváží do celého světa. V minulosti se příjmy z prodeje používaly na výstavbu nových kartouz, dotovaly se z nich výdaje klášterů bez vlastního příjmu a byly z nich financovány charitativní a náboženské projekty mimo kláštery. 